# Henn (arkitektkontor)
Henn GmbH (stiliserat: HENN) är ett tyskt arkitektkontor grundat 1979 av arkitekten Gunter Henn. Bolaget specialiserar sig på arkitektur inom industribyggnader och kontor. 

## Arbeten (i urval)

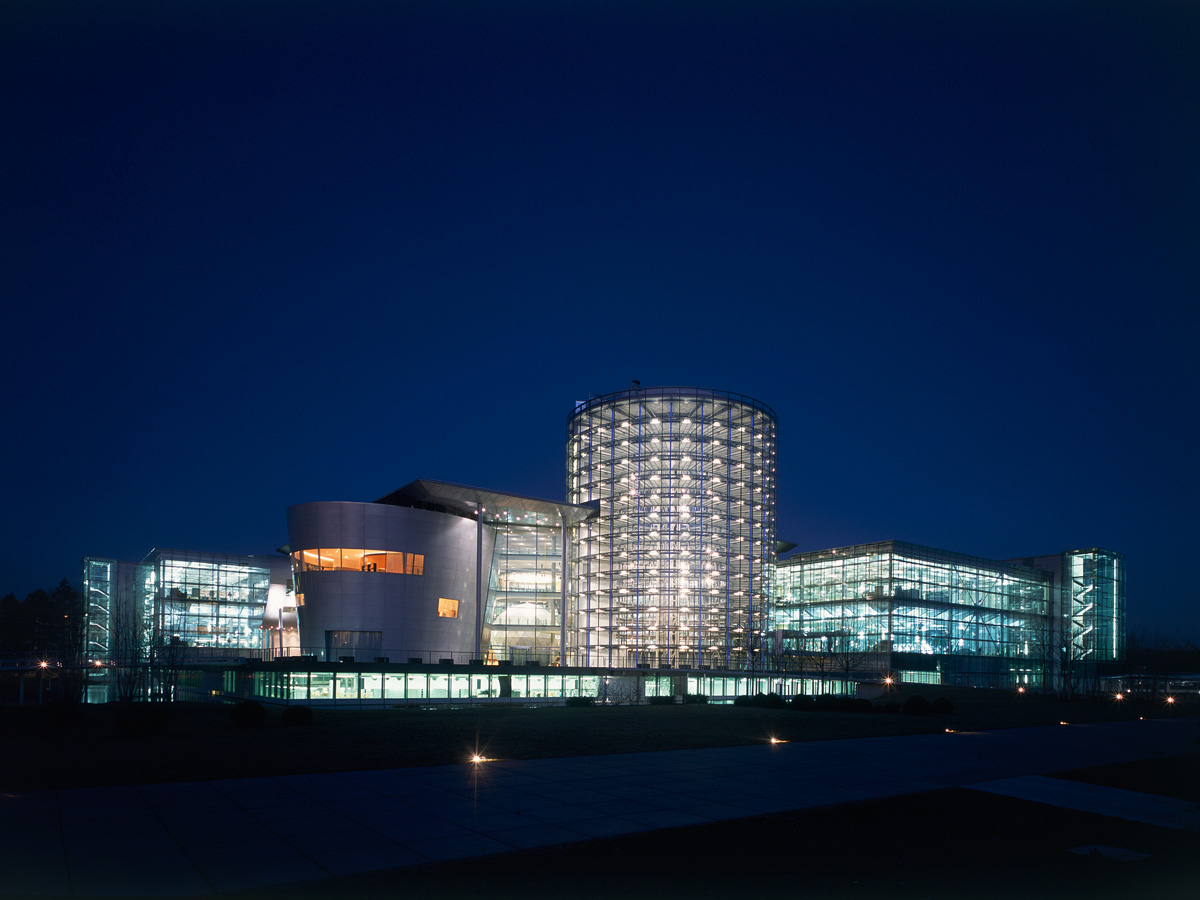
Gläserne Manufaktur, Dresden
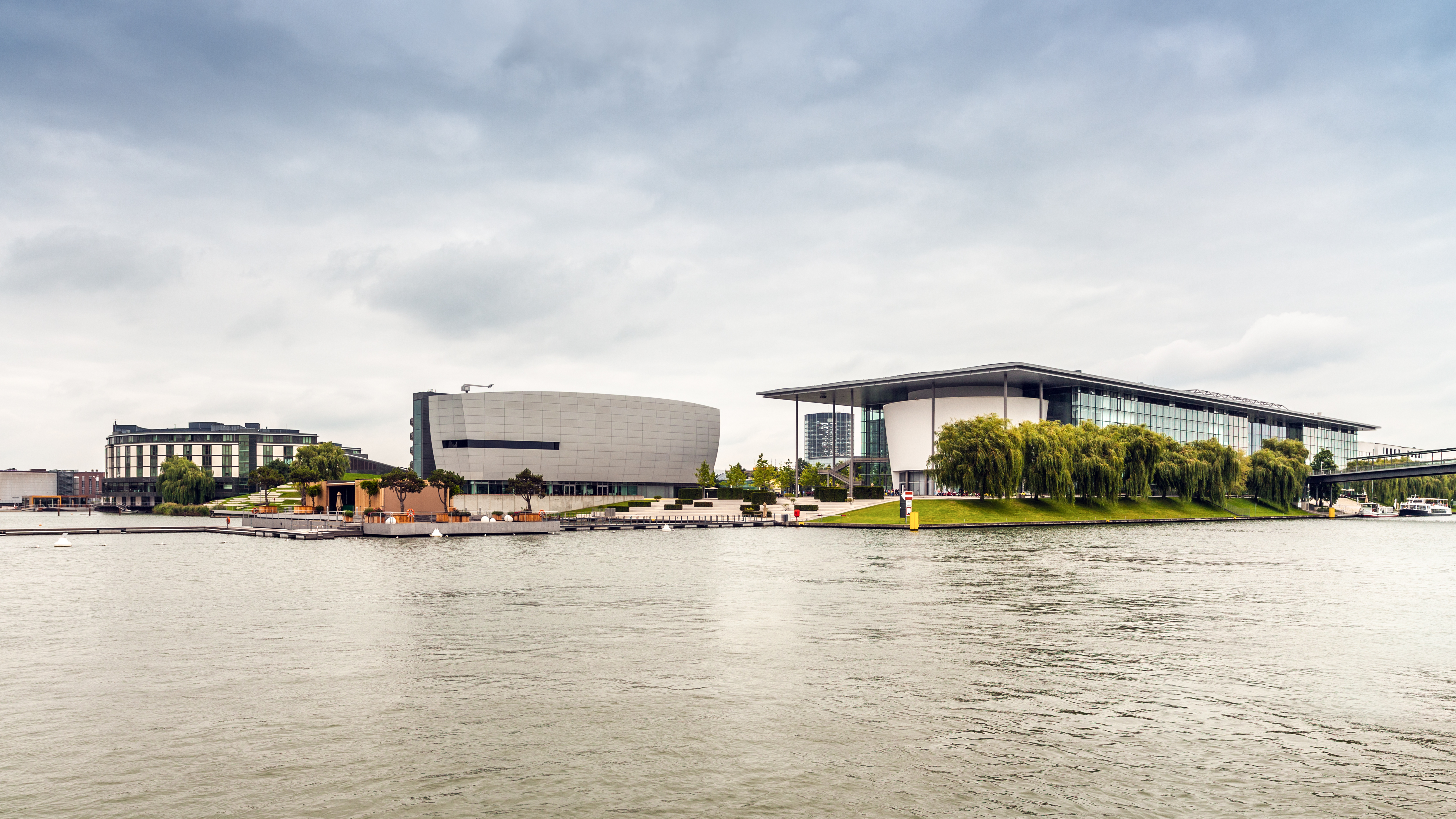
Autostadt, Wolfsburg
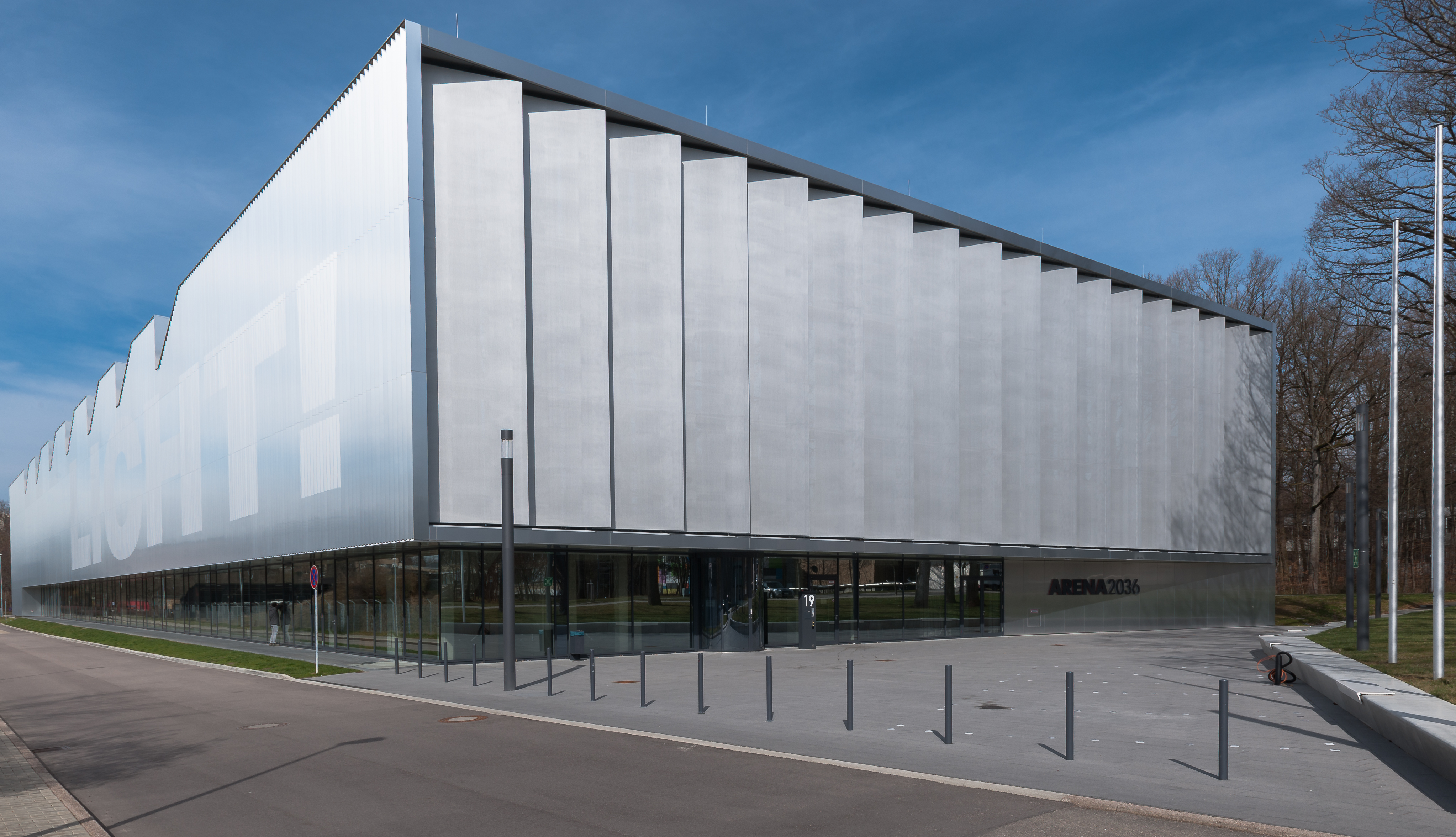
ARENA2036, Stuttgart